# Barátság városrész (Dunaújváros)
Barátság városrész (Dunaújváros) és a Barátság lakónegyed a Dunasor déli részénél található, ami az 1950-es években épült ki Dunaújvárosban.
Az Iparművészeti Főiskola tanári kara irányította a folyamatokat, a tanulók pedig részt vállaltak színes homlokzatfestési tanulmánytervükkel, a házak festését határozták meg.
Finta József alkotása a Vasmű út felőli elhelyezkedése a szerepét kérdőjelezi meg. Nagyon jó adottságokkal bír a terület, amihez az Eszperantó út "hátrányos összképe" társul.
A Barátság városrészben van egy üres sportterület téglakerítéssel, kialakítása, beépítése nem megfelelő. Kossuth díjas Farkasdy Zoltán tervezett egy "pókláb" vasbeton konzollal kivitelezett dodzsem pályát, átalakítása a környező lakó épületek függvényében igény lehet.

## Külső hivatkozások
- Dunaújváros Barátság városrész